# Gold Coast
Gold Coast je město na jihovýchodě australského státu Queensland. Jde o druhé největší město Queenslandu a šesté největší město Austrálie, největší nehlavní město země. Gold Coast je známá turistická destinace, pro kterou je charakteristické slunečné subtropické klima, surfařské pláže, plavební cesty a průplavový systém. Charakteristické pro město je pásmo mrakodrapů táhnoucí se podél pobřeží. Nachází se zde například mrakodrap Q1, nejvyšší budova Austrálie. Na západ od města se nachází deštný prales.
Gold Coast je město, které se stalo domovem přibližně půl milionu obyvatel. Ve městě je několik mezinárodních jazykových škol. Všechny školy jsou umístěny v centru Gold Coast.